# The Fabulous Sidney Bechet
The Fabulous Sidney Bechet est un album de dixieland (hot jazz, jazz de La Nouvelle-Orléans) du saxophoniste américain Sidney Bechet publié en février 1958 sur le label Blue Note Records.
Cet disque vinyle long play (LP) 30 cm sorti en 1958 regroupe l'essentiel des albums 25 cm The Fabulous Sidney Bechet and His Hot Six With Sidney De Paris de 1951 et Dixie By The Fabulous Sidney Bechet de 1953.

## Historique

### Contexte

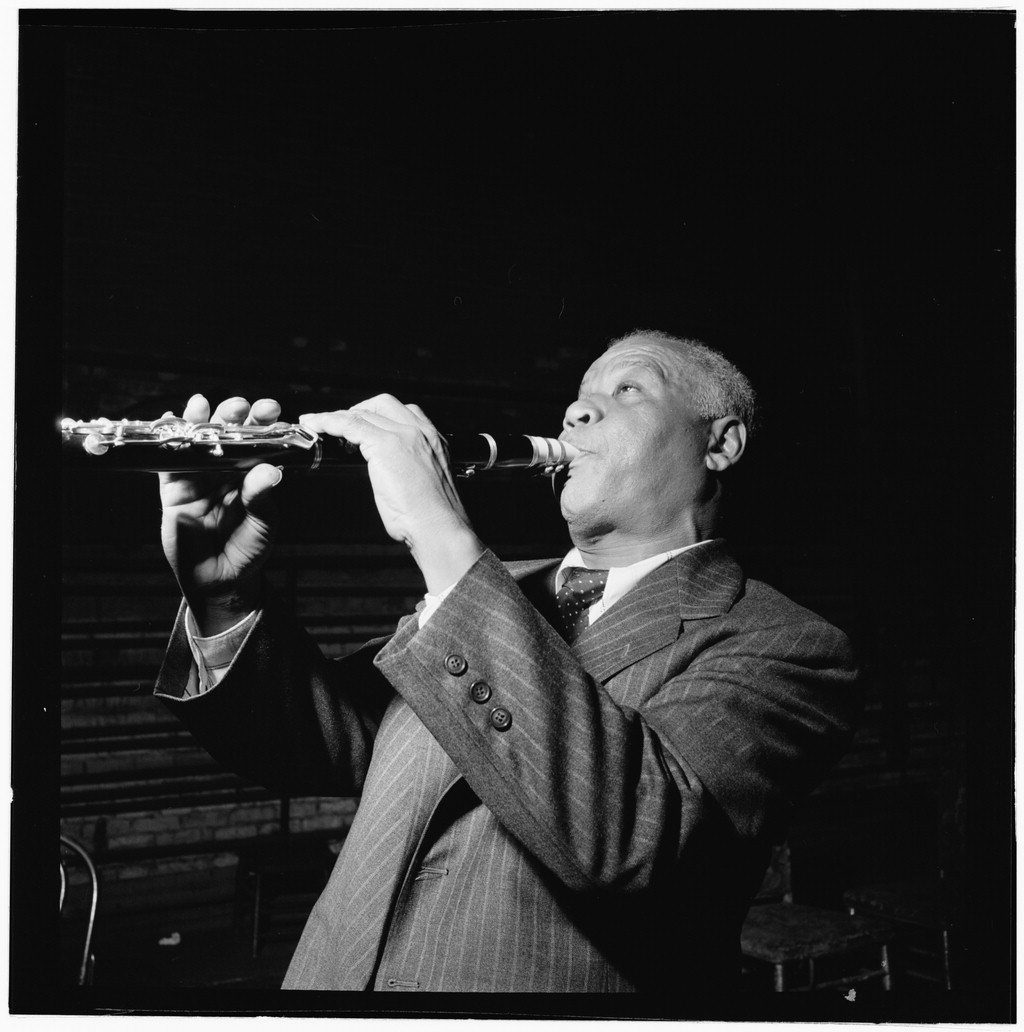
Sidney Bechet, en 1946.

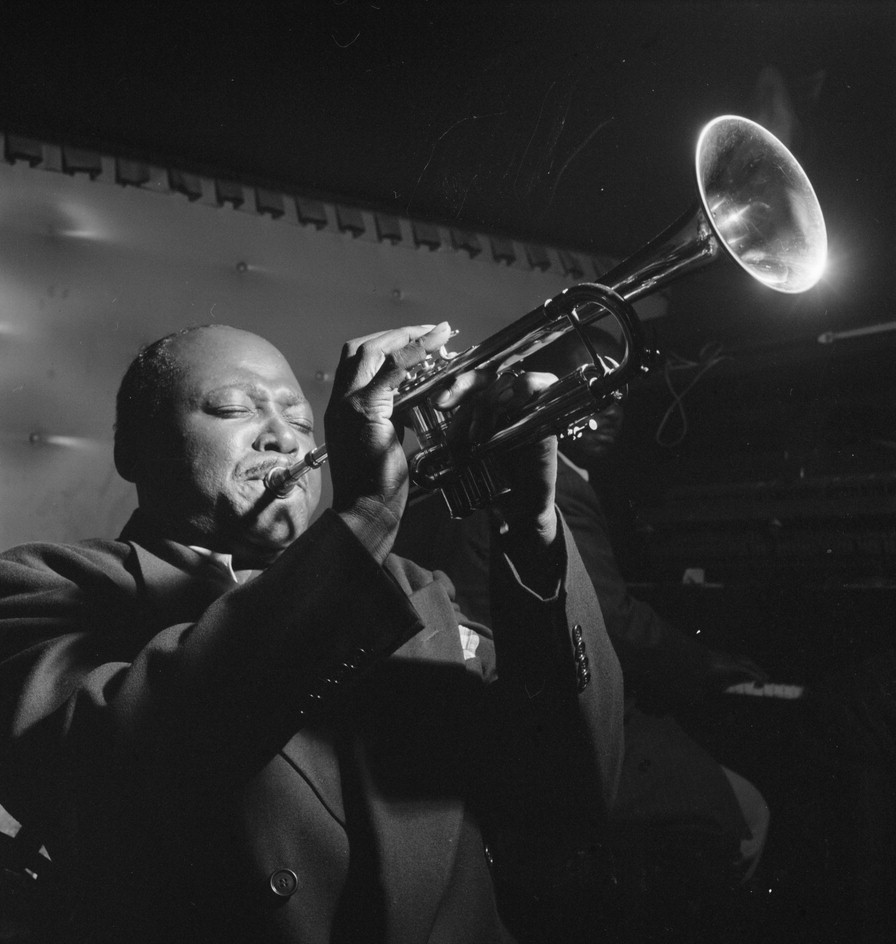
Sidney De Paris, en 1947.

Les deux albums ont été enregistrés à New York en 1951 et 1953 lors de courtes visites de Bechet, qui à cette époque vivait déjà comme expatrié en France depuis le début de l'année 1951,. « La musique est du swing New Orleans old-school, et ce à une époque où le bebop et le cool étaient l'état de l'art ».
Selon Michael Cuscuna, auteur de la notice du CD Blue Note de 2001 « ce sont ses seules sessions Blue Note enregistrées sur bande plutôt que sur disque, ce qui nous donne un son plus propre et plus clair que ses travaux antérieurs ».

### Enregistrement et publication
Le LP 30 cm (12 pouces) The Fabulous Sidney Bechet publié en 1958 par Blue Note sous la référence BLP 1207 regroupe la presque totalité  des morceaux de deux albums 25 cm enregistrés en 1951 et en 1953.
Le 5 novembre 1951, Sidney Bechet enregistre une session de 6 morceaux aux WOR Studios de New York, avec le trompettiste Sidney De Paris, le tromboniste Jimmy Archey, le pianiste Don Kirkpatrick, le contrebassiste Pops Foster et le batteur Manzie Johnson.
Ces morceaux, enregistrés par l'ingénieur du son Doug Hawkins, sont publiés par le label Blue Note Records en disque vinyle LP 25 cm (10 pouces) sous le titre original The Fabulous Sidney Bechet and His Hot Six With Sidney De Paris et sous la référence BLP 7020,,.
Le 25 août 1953, Bechet enregistre une autre session de 6 morceaux aux Audio Video Studios de New York, avec le trompettiste Jonah Jones, le tromboniste Jimmy Archey, le pianiste Buddy Weed, le contrebassiste Walter Page et le batteur Johnny Blowers.
Cette deuxième session est publiée par Blue Note en disque vinyle LP 25 cm (10 pouces) sous le titre original Dixie By The Fabulous Sidney Bechet et sous la référence BLP 7026,.
Les deux albums 25 cm sont regroupés en février 1958 par Blue Note sur un LP 30 cm publié sous le titre The Fabulous Sidney Bechet et sous la référence BLP 1207,. Pour des raisons de limitation du temps imposées par le format 30 cm, cette réédition de 1958 écarte le premier titre de la première session (There'll Be Some Changes Made) et le dernier titre de la deuxième session (Shine).
La production est assurée par le fondateur du légendaire label de jazz Blue Note, Alfred Lion ou Alfred Loew de son vrai nom, un producteur né en Allemagne en 1908 qui voyagea aux États-Unis en 1930 et s'y établit en 1938 pour fuir l'Allemagne nazie,,.
La photographie est l'œuvre de Francis Wolff,, un producteur et photographe né en 1908 en Allemagne et émigré aux États-Unis en 1939, ami d'enfance d'Alfred Lion, le fondateur du label Blue Notes dont Wolff partageait la direction avec Lion,.
La notice originale du LP 30 cm de 1958 (original liner notes) est de la main de Nat Hentoff, historien, romancier, critique de jazz et de musique country, chroniqueur, disc jockey radio et producteur de disques.

### Rééditions
L'album de 1958 est réédité par Blue Note en disque vinyle long play (LP) en 1964, 1966, 1968, 1972, 1983 et 1984.
En 1985 The Complete Blue Note recordings of Sidney Bechet paru chez Mosaic Records reprend les 12 morceaux des sessions originales, plus trois prises alternatives (alternate takes) de morceaux de la première session et deux de la deuxième session.
En 2001, les 12 morceaux des sessions originales et les cinq alternate takes sont publiés en CD par Blue Note sous la référence Blue Note 30607,,. La production de cette réédition est assurée par Michael Cuscuna.

## Accueil critique
Comme le souligne Nat Hentoff, auteur de la notice du LP original (original liner notes), « Il y a très peu de musiciens de jazz qui possèdent et peuvent projeter une puissance de pulsation si passionnée qu'ils peuvent alimenter n'importe quel ensemble, aussi lent soit-il, en brûlant à une température plus élevée que sa capacité normale. Il n'y a pas d'entre-deux avec des personnalités musicales aussi imposantes que Louis, Bird, Monk ou Sidney Bechet. Soit vous allez dans leur direction quand vous jouez avec eux, si vous le pouvez, soit vous descendez du train ». « Un certain nombre de jazzmen qui ont évolué pendant l'ère du swing n'ont peut-être pas été beaucoup influencés par le style de Bechet en tant que tel, mais je me souviens que plusieurs d'entre eux s'émerveillaient de son dynamisme ». « Les morceaux de cet album sont soit de vénérables pièces du répertoire New-Orleans-Dixieland, soit des standards » du jazz.
Dans cette même notice, Nat Hentoff raconte une soirée en 1950 dans un club de la Rive gauche à Paris, où Sidney Bechet discutait avec des amis pendant que son ensemble de jazzmen français jouait sur scène. « Entre-temps, la musique devient de plus en plus lugubre. Sidney est finalement devenu trop exaspéré pour continuer à parler. "Excusez-moi", grommela-t-il, "je vais devoir faire quelque chose à ce sujet". Il monta sur scène, prit son saxophone soprano et, avant qu'une demi-minute ne se soit écoulée, Sidney avait fait exploser ses musiciens de carton pour en faire un groupe vivant, il avait soulevé cet ensemble dans les airs par sa propre force et leur avait donné assez d'élan pour qu'ils se balancent jusqu'à la fin du morceau. Ils ont dû, j'imagine, avoir eu l'impression d'avoir été soudainement happés par un typhon ».
Le site AllMusic attribue 4½ étoiles à l'album The Fabulous Sidney Bechet. Le critique musical David R. Adler du site AllMusic souligne qu'« à l'époque de ces enregistrements, Bechet était au crépuscule de sa vie, et pourtant son jeu de saxophone soprano est extrêmement puissant, traversant les ensembles de six musiciens comme un phare, fort comme tout mais sans stridence ». Par ailleurs, pour Adler, « chaque soliste du disque est brillant ». « Le deuxième ensemble a un son plus moderne, notamment grâce aux styles contrastés des bassistes. Foster joue dans l'ancien style "slap" tandis que Page joue dans le style "walking" plus doux qu'il a contribué à inventer ».

## Liste des morceaux

### The Fabulous Sidney Bechet and His Hot Six With Sidney De Paris(album25cm, 1951)
| No | Titre                                | Auteur                                               | Durée |
| -- | ------------------------------------ | ---------------------------------------------------- | ----- |
| 1. | There'll Be Some Changes Made        | W. Benton Overstreet / Billy Higgins                 | 3:56  |
| 2. | Original Dixieland One-Step          | Nick LaRocca                                         | 4:13  |
| 3. | Blues My Naughty Sweetie Gives To Me | Russ Morgan / Arthur Swanstrom / Charles R. McCarron | 5:41  |
| 4. | That's A Plenty                      | Lew Pollack / Ray Gilbert                            | 4:14  |
| 5. | Ballin' The Jack                     | Chris Smith / James Henry Burris                     | 3:50  |
| 6. | Avalon                               | Vincent Rose / Al Jolson / Buddy DeSylva             | 4:54  |

### Dixie By The Fabulous Sidney Bechet(album25cm, 1953)
| No | Titre                  | Auteur                                     | Durée |
| -- | ---------------------- | ------------------------------------------ | ----- |
| 1. | Rose Of The Rio Grande | Edgar Leslie / Harry Warren / Ross Gorman  | 4:12  |
| 2. | Black And Blue         | Fats Waller / Andy Razaf / Harry Brooks    | 3:34  |
| 3. | Sweet Georgia Brown    | Ben Bernie / Maceo Pinkard / Kenneth Casey | 3:59  |
| 4. | All Of Me              | Seymour Simons / Gerald Marks              | 4:06  |
| 5. | I'm a Ding Dong Daddy  | Phil Baxter                                | 4:28  |
| 6. | Shine                  | Lew Brown / Ford Dabney / Cecil Mack       | 4:53  |

### The Fabulous Sidney Bechet(album30cm, 1958)
Les titres des deux albums 25 cm ci-dessus sauf le premier titre du premier album (There'll Be Some Changes Made) et le dernier titre du deuxième album (Shine).

### The Fabulous Sidney Bechet(CD, 2001)
Tous les titres des deux albums 25 cm originaux plus cinq alternate takes : 
- There'll Be Some Changes Made
- Blues My Naughty Sweetie Gives To Me
- Ballin' The Jack
- Rose Of The Rio Grande
- Black And Blue

## Musiciens
Le tromboniste Jimmy Archey est un ancien musicien de King Oliver qui a travaillé dans les années 1950 avec des ensembles New-Orleans-Dixieland et « joue d'un trombone percutant, non legato, avec une conviction affirmée ». Pour Nat Hentoff, Sidney De Paris « est un trompettiste considérablement sous-estimé qui, dans de bonnes circonstances, peut être un soliste très personnel ». Hentoff souligne par ailleurs que Georges "Pops" Foster est « l'un des derniers grands contributeurs de la Nouvelle-Orléans au jazz ».

### The Fabulous Sidney Bechet and His Hot Six With Sidney De Paris(1951)
- Sidney Bechet : Saxophone soprano
- Sidney De Paris : trompette
- Jimmy Archey : trombone
- Don Kirkpatrick : piano
- Pops Foster : contrebasse
- Manzie Johnson : batterie

### Dixie By The Fabulous Sidney Bechet(1953)
- Sidney Bechet : Saxophone soprano
- Jonah Jones : trompette
- Jimmy Archey : trombone
- Buddy Weed : piano
- Walter Page : contrebasse
- Johnny Blowers : batterie